# Bernd Nielsen-Stokkeby
Bernd Nielsen-Stokkeby (* 17. September 1920 in Tallinn; † 8. August 2008 in Schlangenbad) war ein deutscher Journalist und Buchautor.

## Leben
Bernd Nielsen-Stokkeby wurde als Sohn des deutschen Apothekers Alexander Nielsen-Stockeby geboren und wuchs im estnischen Põlva auf. In Dorpat machte er 1938 sein Abitur und begann 1939 ein Pharmazie-Studium, kam aber im Zuge der Umsiedlung der Deutschbalten in den Warthegau.
Seit 1941 diente Nielsen-Stokkeby in der Wehrmacht im militärischen Nachrichtenwesen und als Panzeraufklärer. 1945 geriet er in sowjetische Gefangenschaft und verbrachte ein Jahr in der Butyrka und vier Jahre in Sibirien.
Nach seiner Entlassung aus der Kriegsgefangenschaft studierte Nielsen-Stokkeby in Hamburg und promovierte 1954 zum Dr. rer. pol. Ab 1957 berichtete er als Korrespondent der Deutschen Presse-Agentur (dpa) aus Moskau. 1963 wechselte er zum ZDF und arbeitete dort zwanzig Jahre lang als Redaktionsleiter und Kommentator für Ostpolitik. Von 1984 an war er als freiberuflicher Journalist und Übersetzer russischer politischer Literatur tätig.
Nielsen-Stokkeby war Mitglied der FDP. An seinem Wohnort Schlangenbad engagierte er sich in der Kommunalpolitik.

## Veröffentlichungen
- als Herausgeber: Der Fall Solschenizyn. Briefe, Dokumente, Protokolle. Fischer, Frankfurt am Main 1970, ISBN 3-436-01357-9.
- Baltische Erinnerungen. Estland, Lettland und Litauen zwischen Unterdrückung und Freiheit. Lübbe, Bergisch Gladbach, 2., aktualisierte Aufl. 1991, ISBN 3-7857-0583-2.

## Auszeichnungen
- November 1995: Marienland-Kreuz II. Klasse (Estland)[2]